# Horní Líšnice
Horní Líšnice je vesnice, část obce Dolní Hbity v okrese Příbram ve Středočeském kraji. Nachází se asi 2,5 kilometru jižně od Dolních Hbit. Vesnicí protéká Líšnický potok. Je zde evidováno 51 adres. V roce 2011 zde trvale žilo 25 obyvatel.
Horní Líšnice leží v katastrálním území Nepřejov o výměře 5,74 km².

## Historie
První písemná zmínka o vesnici pochází z roku 1380.

## Obyvatelstvo
| Rok            | 1869 | 1880 | 1890 | 1900 | 1910 | 1921 | 1930 | 1950 | 1961 | 1970 | 1980 | 1991 | 2001 | 2011 | 2021 |
| -------------- | ---- | ---- | ---- | ---- | ---- | ---- | ---- | ---- | ---- | ---- | ---- | ---- | ---- | ---- | ---- |
| Počet obyvatel | 140  | 173  | 198  | 198  | 188  | 168  | 149  | 101  | 84   | 54   | 41   | 21   | 20   | 25   | 30   |
| Počet domů     | 20   | 22   | 25   | 28   | 27   | 27   | 28   | 32   | 32   | 17   | 12   | 19   | 20   | 27   | 28   |

## Obecní správa
Při sčítání lidu v letech 1850–1975 Horní Líšnice byla osadou obce Nepřejov v okrese Příbram. Od 1. ledna 1976 je částí obce Dolní Hbity v okrese Příbram.